# EnerCities
EnerCities is een 2D simulatiespel, gemaakt door het Nederlandse bedrijf Paladin Studios.
In dit spel staat de speler voor de uitdaging om een milieuvriendelijke stad te ontwikkelen. Spelers plaatsen gebouwen op een raster om hun stad te laten groeien. Ze moeten een balans vinden tussen energiebronnen, de economie, het welzijn en het milieu van de stad.